# 霍利克里克鎮區 (阿肯色州霍華德縣)
霍利克里克鎮區（英語：Holly Creek Township）是位於美國阿肯色州霍華德縣的一個行政鎮區。

## 地方資料
霍利克里克鎮區的面積為99.53平方千米，當中陸地面積為99.53平方千米，而水域面積為0.00平方千米。根據2010年美國人口普查的數據，當地共有人口219人，而人口密度為每平方千米2.2人。